# Palangai
Palangai is een bestuurslaag in het regentschap Zuid-Pesisir van de provincie West-Sumatra, Indonesië. Palangai telt 22.251 inwoners (volkstelling 2010).